# De architectura
De architectura es un tratado sobre arquitectura escrito por Marco Vitruvio, probablemente hacia el año 15 a. C.Es el texto más antiguo que se conserva sobre la materia y fue tomado por los arquitectos renacentistas como referencia de primera mano para el conocimiento de las manifestaciones arquitectónicas de la antigüedad grecolatina. De él solo nos han llegado los textos, habiéndose perdido las ilustraciones originales.

## Crítica de la obra

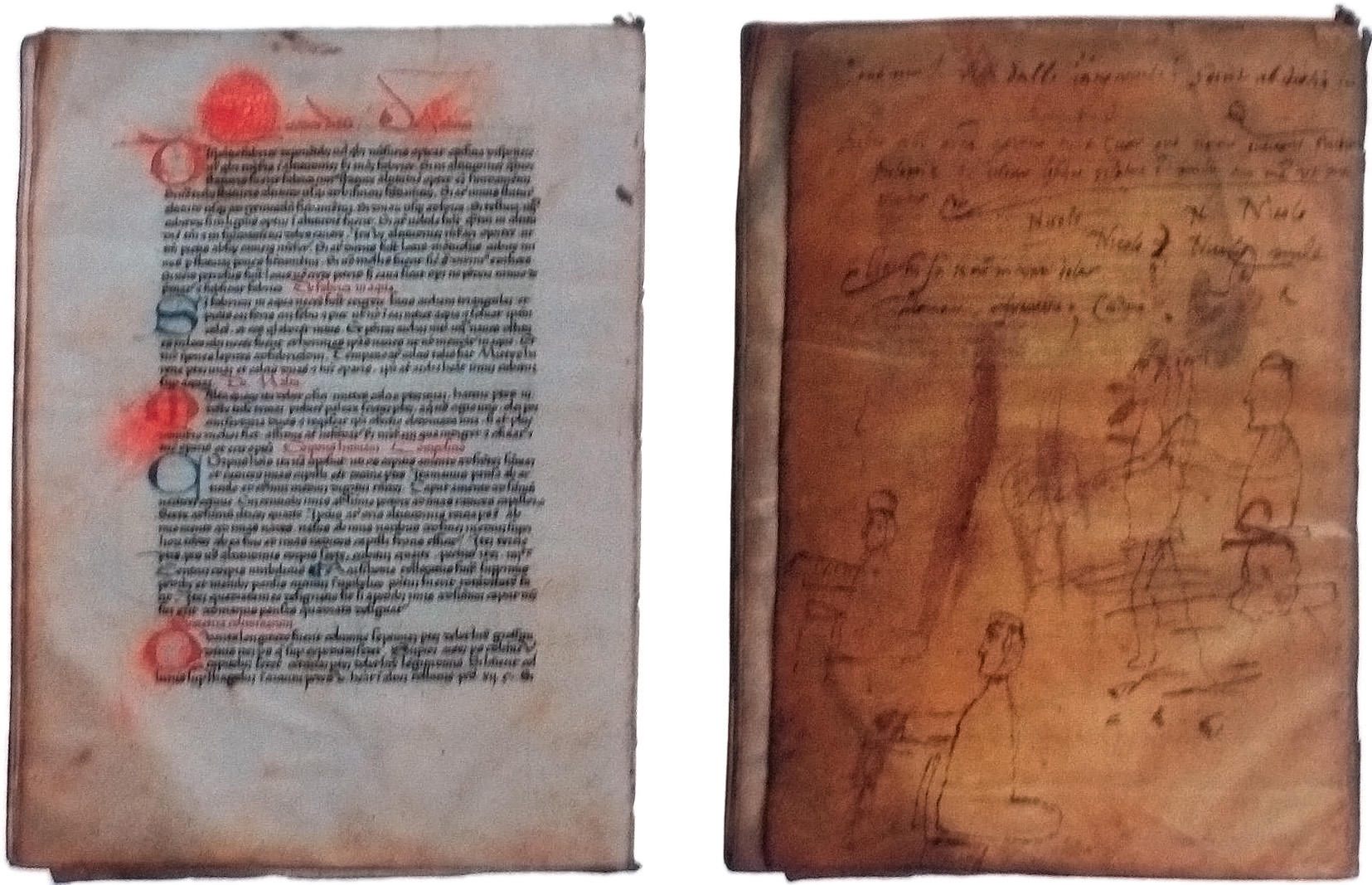
Manuscrito en pergamino. Ca. 1390.

Es probablemente falso que Vitruvio dijera que la arquitectura descansa en tres principios: la belleza (venustas), la firmeza (firmitas) y la utilidad (utilitas), que es la base de la utilización y/o función de la arquitectura. Basta con leer el tratado para cerciorarse de que esos tres elementos los cita el autor en referencia exclusiva a ciertos edificios públicos. Sin embargo, tras la publicación de un resumen de la obra por Claude Perrault en 1673, en la que se respeta muy poco el original, la denominada tríada vitruviana tomó carta de naturaleza y se constituyó en una auténtica «leyenda» repetida por generaciones de arquitectos.
De hecho, cuando Vitruvio se atreve a intentar un análisis del arte sobre el que escribe, propone entender la arquitectura como compuesta de cuatro elementos: orden arquitectónico (relación de cada parte con su uso), disposición («Las especies de disposición [...] son el trazado en planta, en alzado y en perspectiva»), proporción («Concordancia uniforme entre la obra entera y sus partes») y distribución (en griego oikonomía, consiste «en el debido y mejor uso posible de los materiales y de los terrenos, y en procurar el menor coste de la obra conseguido de un modo racional y ponderado»).
Hay que darse cuenta de que sus dudas al respecto son bastante intensas, pues cuatro páginas más adelante divide la arquitectura en tres partes: construcción, gnomónica y mecánica. Por interesante y sugerente que sea, no debe olvidarse que este tratado es el único tratado clásico que nos ha llegado, y la probabilidad de que sea lo mejor de su época es pequeña.
La historia de las diversas versiones del tratado de Vitruvio resume bien el conflicto a la hora de definir la arquitectura. En 1673, Claude Perrault, médico fisiólogo, especializado en disección de cadáveres, buen dibujante, publica su traducción resumida del tratado de Vitruvio, que queda totalmente reorganizado. Sin embargo, va a ser a través del «resumen» de Perrault que Vitruvio va a ser divulgado y va a influir en los tratados y teorías de los siglos siguientes. Y es en ese resumen en el que la tríada vitruviana va a ver la luz.
La diferencia sustancial entre la versión de Perrault y las anteriores radica, según José Luis González Moreno-Navarro, en que Perrault tergiversa «el carácter sintético de la arquitectura en una visión estrictamente analítica y fragmentada en tres ramas autónomas [lo que] es una consecuencia de su estructura mental [...] formada a lo largo de una vida dedicada al análisis de los organismos vivos, que evidentemente en ningún momento recomponía y volvía a dar vida».
Por el contrario, según Vitruvio «la arquitectura es una ciencia que surge de muchas otras ciencias, y adornada con muy variado aprendizaje; por la ayuda de que un juicio se forma de esos trabajos que son el resultado de otras artes. La práctica y la teoría son sus padres. La práctica es la contemplación frecuente y continuada del modo de ejecutar algún trabajo dado, o de la operación mera de las manos, para la conversión de la materia de la mejor forma y de la manera más acabada. La teoría es el resultado de ese razonamiento que demuestra y explica que el material forjado ha sido convertido para resultar como el fin propuesto. Porque el arquitecto meramente práctico no es capaz de asignar las razones suficientes para las formas que él adopta; y el arquitecto de teoría falla también, agarrando la sombra en vez de la substancia. El que es teórico así como también práctico, por lo tanto construyó doblemente; capaz no sólo de probar la conveniencia de su diseño, sino igualmente de llevarlo en ejecución».

## Supervivencia y redescubrimiento
La obra de Vitruvio es uno de los muchos ejemplos de textos latinos que deben su supervivencia al scriptorium palaciego de Carlomagno, de principios del siglo IX, cuya actividad consistió en encontrar y copiar manuscritos clásicos es parte de lo que se llama el Renacimiento carolingio. Muchas de las obras supervivientes de Vitruvio se derivan del manuscrito existente copiado allí, el manuscrito Harley 2767 de la Biblioteca Británica.
Estos textos no sólo fueron copiados, sino también conocidos en la corte de Carlomagno, ya que su historiador, el obispo Einhard, pidió explicaciones sobre algunos términos técnicos al eclesiástico inglés Alcuino, que estaba de visita. Además, se sabe que varias personas leyeron el texto o fueron influenciadas indirectamente por él, entre ellas: Vussin, Hrabanus Maurus, Hermann de Reichenau, Hugo de San Víctor, Gervasio de Melkey, Guillermo de Malmesbury, Teoderico de San Trond, Petrus Diaconus, Albertus Magnus, Filippo Villani, Jean de Montreuil, Petrarca, Boccaccio, Giovanni de Dondi, Domenico di Bandino, Bernward de Hildesheim y Tomás de Aquino. En 1244 el fraile dominico Vicente de Beauvais hizo un gran número de referencias a De Arquitectura en su compendio de todos los conocimientos de la Edad Media, "Speculum Majus". En el siglo XIV el noble florentino, Niccolò Acciaioli, legó copias a la Basílica de San Lorenzo de Florencia.
Muchas copias de De Architectura, que datan de los siglos VIII al XV, eran manuscritos y 92 todavía están disponibles en colecciones públicas, pero parecen haber recibido poca atención durante la Edad Media, posiblemente debido a la obsolescencia de muchos a términos latinos especializados utilizados por Vitruvio y a la pérdida de la mayoría de las 10 ilustraciones originales, que se consideran útiles para comprender partes del texto.
La obra de Vitruvio fue "redescubierta" en 1414 por el humanista florentino Poggio Bracciolini, quien la encontró una copia manuscrita en la biblioteca de la Abadía de San Galo, en Suiza. Dio a conocer el manuscrito a una audiencia receptiva de pensadores del Renacimiento, justo cuando estaba reviviendo el interés por la herencia cultural y científica clásica.
La primera edición impresa (Edición príncipe) fue publicada por el erudito veronés Fray Giovanni Sulpitius, en 1486, con una segunda edición de 1495 o 1496, pero ninguna estaba ilustrada. Esta versión, por haberse impreso en el siglo XV, es un incunable. El fraile dominico Fray Giovanni Giocondo realizó la primera versión ilustrada, con magníficas xilografías, en Venecia en 1511.
Las traducciones al italiano ya estaban en circulación en la década de 1520, siendo la primera una traducción con nuevas ilustraciones de Cesare Cesariano, un amigo milanés del arquitecto Bramante, impresa en Como en 1521. De Arquitectura fue rápidamente traducida a otros idiomas europeos: la primera versión francesa se publicó en 1547, y la primera versión alemana siguió en 1548. La primera traducción al español fue publicada en 1582 por Miguel de Urrea y Juan Gracián. La edición más influyente fue publicada en francés en 1673 por Claude Perrault, encargada por Jean-Baptiste Colbert en 1664.
En inglés, John Shute se había basado en el texto ya en 1563 para su libro The First and Chief Grounds of Architecture. La obra de Sir Henry Wotton de 1624, Elementos de la Arquitectura, constituye una adaptación muy influenciada, mientras que en 1692 se publicó una traducción fue muy abreviada. Los angloparlantes tuvieron que esperar hasta 1771 para obtener una traducción completa de los primeros cinco volúmenes, y 1791 para la totalidad de la obra. Gracias al arte de la imprenta, la obra de Vitruvio se había difundido ampliamente, convirtiéndose en un tema muy importante de estudio entre los arquitectos, con ilustraciones muy detalladas e interpretativas.